# Рябчик бледноцветковый
Ря́бчик бледноцветко́вый, также Ря́бчик бледноцве́тный (лат. Fritillária pallidiflóra) — многолетнее травянистое растение, вид рода Рябчик (Fritillaria) семейства Лилейные (Liliaceae).

## Распространение и экология
Рябчик бледноцветковый распространён в Синьцзян-Уйгурском автономном районе, в Джунгарии, по Тарбагатаю, на Тянь-Шане. Предпочитает субальпийские склоны, горные леса, луга и степи, произрастает на высоте 1300—2500 м над уровнем моря.

## Ботаническое описание
Многолетнее травянистое растение, достигающее 15—80 см в высоту. Стебель прямой, голый, сизоватый. Листья очерёдные (верхние иногда мутовчатые), широколанцетовидной формы, 7—13×2—3,5 см, серо-зелёные. Луковица яйцевидная или продолговато-яйцевидная, из двух чешуек, до 4 см в диаметре.
Цветки одиночные или в кистевидных соцветиях по 2—10, со слабым неприятным запахом, повислые, колокольчатые, 2,5—3 см в диаметре. Околоцветник бледно-жёлтый, с более тёмными прожилками и красноватыми пятнышками, с внутренней стороны с буроватым шахматным узором. Листочки околоцветника продолговато-обратнояйцевидные или продолговато-лопатчатые. Тычинки короче пестика, 2—3,5 см длиной, с голыми нитями. Пестик с глубоко трёхраздельным рыльцем.
Плод — продолговатая крылатая коробочка до 2,5×2 см.

## Классификация

### Синонимы
- Fritillaria bolensis G.Z.Zhang & Y.M.Liu, 1984
- Fritillaria halabulanica X.Z.Duan & X.J.Zheng, 1987
- Fritillaria pallidiflora var. halabulanica (X.Z.Duan & X.J.Zheng) G.J.Liu, 1996
- Fritillaria pallidiflora var. plena X.Z.Duan & X.J.Zheng, 1989
- Fritillaria pallidiflora var. pluriflora Regel, 1868
- Fritillaria pallidiflora var. uniflora Regel, 1868

### Таксономия
Вид Рябчик бледноцветковый входит в род Рябчик (Fritillaria) семейства Лилейные (Liliaceae) порядка Лилиецветные (Liliales).
|  |                                      |  |                                                              |                                                              |                    |  | ещё 9 семейств (согласно Системе APG III) | ещё 9 семейств (согласно Системе APG III) |                          |  |  |  | ещё около 150 видов |
|  |                                      |  |                                                              |                                                              |                    |  | ещё 9 семейств (согласно Системе APG III) | ещё 9 семейств (согласно Системе APG III) |                          |  |  |  | ещё около 150 видов |
|  |                                      |  |                                                              | порядок Лилиецветные                                         |                    |  |                                           |                                           | род Рябчик               |  |  |  |                     |
|  |                                      |  |                                                              | порядок Лилиецветные                                         |                    |  |                                           |                                           | род Рябчик               |  |  |  |                     |
|  | отдел Цветковые, или Покрытосеменные |  |                                                              |                                                              | семейство Лилейные |  |                                           |                                           | вид Рябчик бледноцветный |  |  |  |                     |
|  | отдел Цветковые, или Покрытосеменные |  |                                                              |                                                              | семейство Лилейные |  |                                           |                                           |                          |  |  |  |                     |
|  |                                      |  | ещё 58 порядка цветковых растений (согласно Системе APG III) | ещё 58 порядка цветковых растений (согласно Системе APG III) |                    |  |                                           | ещё 18 родов                              | ещё 18 родов             |  |  |  |                     |
|  |                                      |  |                                                              | ещё 58 порядка цветковых растений (согласно Системе APG III) |                    |  |                                           |                                           | ещё 18 родов             |  |  |  |                     |